# Hypodynerus rufinodis
Hypodynerus rufinodis är en stekelart som först beskrevs av François du Buysson 1913.  Hypodynerus rufinodis ingår i släktet Hypodynerus och familjen Eumenidae. Inga underarter finns listade i Catalogue of Life.